# Hesionella mccullochae
Hesionella mccullochae är en ringmaskart som beskrevs av Hartman 1939. Hesionella mccullochae ingår i släktet Hesionella och familjen Hesionidae. Inga underarter finns listade i Catalogue of Life.